# Lawrence Wong
Lawrence Wong (黃循財T, 黄循财S, Huáng XúncáiP; Singapore, 18 dicembre 1972) è un economista e politico singaporiano, dal 2024 quarto Primo ministro di Singapore; in precedenza è stato vice primo ministro e ministro delle finanze.
Prima di entrare a tempo pieno in politica ha iniziato la propria carriera nel ministero del Commercio e delle Finanze del suo paese, da lì diventa segretario personale e consulente del predecessore Lee Hsien Loong, nel 2023 diventa vice presidente del Partito d'Azione Popolare, che è da anni il partito maggioritario di Singapore, nel maggio 2024 viene eletto primo ministro.